# Attilio Degrassi
Attilio Degrassi (Trieste, 1887 – Roma, 1969) è stato un archeologo italiano, studioso di epigrafia latina e membro dell'Accademia dei Lincei.

## Biografia
Degrassi insegnò, come ordinario di storia greca e romana, all'Università di Padova dove ebbe come allievo, tra gli altri, l'epigrafista Silvio Panciera.
Come epigrafista Degrassi fu estremamente influente, non soltanto per raccolta e di pubblicazione delle iscrizioni, ma anche nella definizione della disciplina e nella preparazione di alcuni di coloro che sarebbero diventati gli attuali professionisti del settore.
Molto importante fu il suo lavoro Inscriptiones latinae liberae rei publicae pubblicato tra il 1957 ed il 1963 in due volumi.
Inoltre pubblicò altre iscrizioni latine repubblicane (i fasti consulares, per esempio), rendendole accessibili agli eruditi e agli studenti. 
Una recensione dell'opera nella rivista Classical Philology ne aveva elogiato la qualità della pubblicazione e l'importanza della raccolta (v. S. Irvin Oost, Classical Philology 60, n. 1, gennaio 1965).

## Opere
1. Il confine nord-orientale dell'Italia romana : ricerche storico-topografiche (1954).
2. Quattuorviri in colonie romane e in municipi retti da duoviri (1957).
3. Inscriptiones latinae liberae rei publicae (1957-1963).
4. Scritti vari di antichità, raccolti da amici e allievi nel 75º compleanno dell'autore (1962).
5. Inscriptiones Latinae liberae rei publicae: imagines. Consilio et auctoritate Academiae Scientiarum (1965).
6. Epigrafia latina. Con un'appendice bibliografica di Attilio Degrassi (1968).
7. Epigrafia: actes du Colloque international d'épigraphie latine en mémoire de Attilio Degrassi (1988).